# اليزيدية (البلقاء)
اليزيدية منطقة سكنية تقع في لواء قصبة السلط، محافظة البلقاء في الأردن. تنتمي المنطقة لقضاء السلط الذي يضم 6 مناطق. يقدر عدد سكانها بـ 1444 نسمة حسب إحصاء 2015.

## الوصلات الخارجية
- دائرة الاحصاءات العامة